# 中央再保險公司
中央再保險股份有限公司（英語：Central Reinsurance Corporation），中華民國財政部設立之再保險公司，成立於1968年10月31日。

## 沿革
- 1968年10月31日：中華民國財政部設立「中央再保險股份有限公司」，設立時資本額為新台幣1,500萬元。
- 2000年7月6日：中央再保險公司於臺灣證券交易所股票上市。
- 2002年7月11日：為因應企業自由化及國際化的潮流並提升競爭力，中央再保險公司完成民營化。
- 2016年1月1日：中央再保險公司取得國際保險業務分公司設立許可證及業務證書並開業。

## 財務表現
| 年度   | 營收（新臺幣）   |
| ------ | ---------------- |
| 2021年 | 20,440,955,000元 |
| 2020年 | 17,656,923,000元 |
| 2019年 | 16,092,924,000元 |
| 2018年 | 14,871,535,000元 |
| 2017年 | 14,599,949,000元 |
| 2016年 | 13,444,096,000元 |
| 2015年 | 14,068,010,000元 |
| 2014年 | 16,283,562,000元 |
| 2013年 | 15,384,494,000元 |
| 2012年 | 14,350,515,000元 |
| 2011年 | 13,204,985,000元 |
| 2010年 | 13,239,797,000元 |
| 2009年 | 13,383,153,000元 |
| 2008年 | 14,909,072,000元 |
| 2007年 | 14,386,421,000元 |

| 評等機構          | 評等結果         |
| ----------------- | ---------------- |
| 中華信用評等      | tw AA+，「穩定」 |
| 標準普爾(S&P)     | A，「穩定」      |
| 貝氏評比(AM Best) | A，「穩定」      |